# Letitia Munson
Letitia Munson, ou Lecitia Munson, née vers 1820 en Caroline du Nord, est une guérisseuse, diseuse de bonne aventure et sage-femme canadienne.

## Biographie
Née esclave dans une plantation de la Caroline du Nord, Letitia Munson est envoyé par son maître apprendre l’art de guérir, afin de se rendre utile auprès des ouvriers de la plantation. Elle passe cinq années à parfaire son apprentissage auprès de médecins, et d’indiens qui la familiarisent à la médecine sur le terrain, et à l’utilisation de remèdes à base de plantes.
Vers 1861, après l’obtention de son affranchissement, elle s’installe à Woodstock, dans le Haut-Canada. Elle achète alors deux maisons, et occupe une première avec sa famille. Guérisseuse par les plantes réputée, elle conseille notamment les femmes aux prises avec une grossesse non désirée, et les oriente vers les États-Unis, où elles peuvent donner naissance dans l’anonymat des hospices. Les orphelinats canadiens n’accueillent pas les enfants dits illégitimes.

## Procès
La seconde maison de Letitia Munson à Woodstock, aurait été utilisée pour accueillir des femmes enceinte à la recherche de l’intimité. En septembre 1882, Ellen Weingardner décède d’un avortement dans le huitième mois de sa grossesse. Son corps est retrouvé dans la seconde maison de Letitia Munson,. 
En novembre 1882, Letitia Munson comparait devant la Cour d’assises d’Oxford. Elle est accusée d’avoir elle-même pratiqué cet avortement. Convaincu de sa culpabilité morale, le jury choisit cependant de l’acquitter,,.